# اتام (یمن)
 آتام  دهستانی از توابع استان ذَمار د ر کشور یمن و در شبه جزیره عربستان واقع می‌باشد. 
دهستانی است از اعمال وعزلهٔ (عُتمة) در وادی (دره ی) ذمار و در پایهٔ تپه ذمار واقع شده‌است. 

## روستاها
این دهستان شامل چند روستای آباد است که به شرح زیر می‌باشند:
- روستای المردع
- روستای بیت عمر
- روستای الاسلاف
- روستای السودانیة
- روستای الصلُو
- روستای بیت حَاکی
- روستای اَلحَافة

## جمعیت
دارای ۲۵۰ خانوار و ۴۳۵۲ نفر جمعیت می‌باشد.

## منبع
- المقحفی، ابراهیم، احمد، (مُعجَم المُدُن وَالقَبائِل الیَمَنِیَة) ، منشورات دار الحکمة، صنعاء، چاپ پنجم، وانتشار سال ۱۹۸۵ میلادی به (عربی).